# Podział administracyjny Kościoła katolickiego w Bangladeszu
Podział administracyjny Kościoła katolickiego w Bangladeszu – w ramach Kościoła katolickiego w Bangladeszu funkcjonują obecnie dwie metropolie, w skład których wchodzą dwie archidiecezje i sześć diecezji.
Jednostki administracyjne Kościoła katolickiego obrządku łacińskiego w Bangladeszu:

## Metropolia Dhaki
- Archidiecezja Dhaki
  - Diecezja Dinadźpur
  - Diecezja Mojmonszinho
  - Diecezja Radźszahi
  - Diecezja Srihotto

## Metropolia Ćottogramu
- Archidiecezja Ćottogramu
  - Diecezja Barisal
  - Diecezja Khulna